# Bernhard Rogge (Theologe)

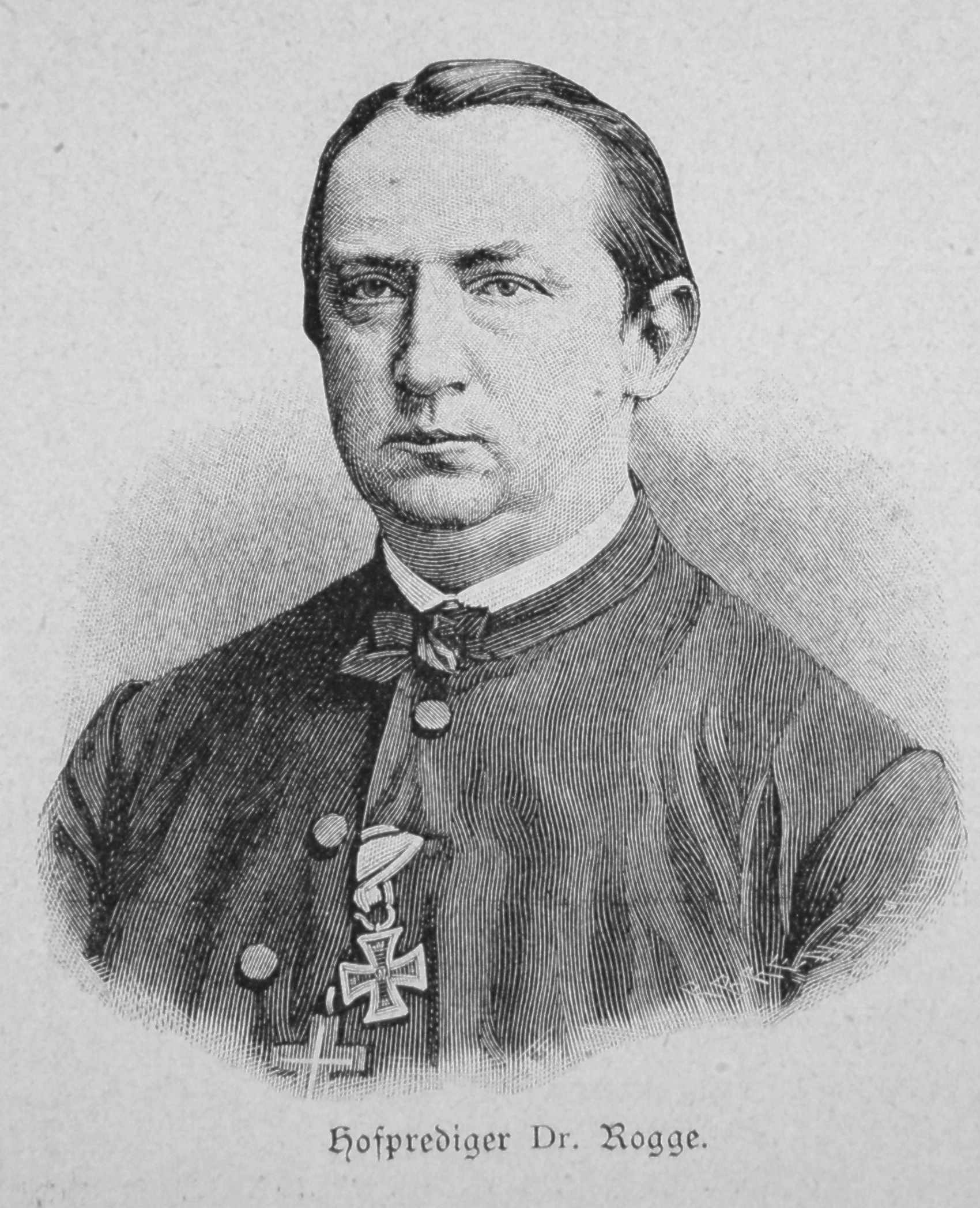

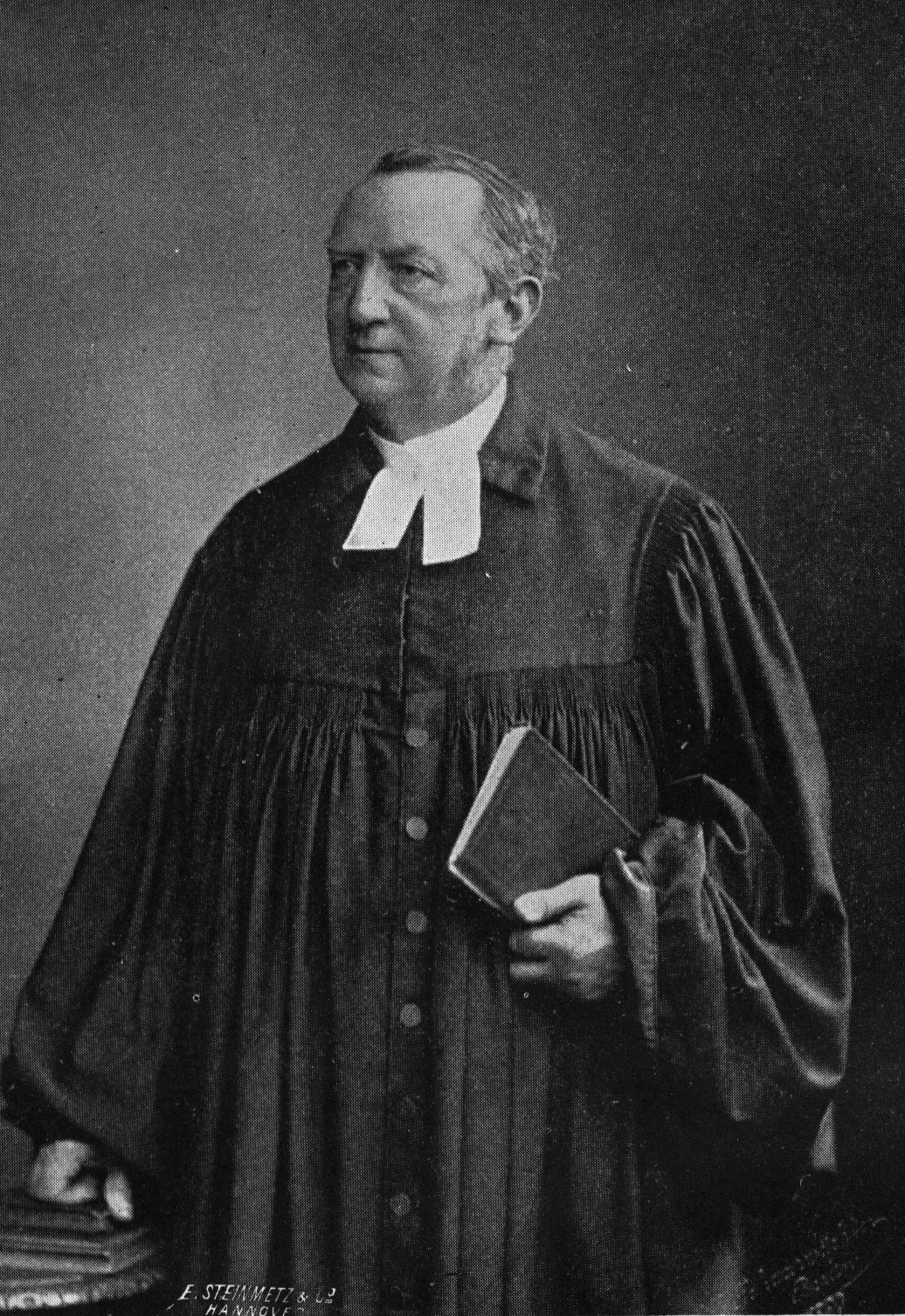
Um 1880

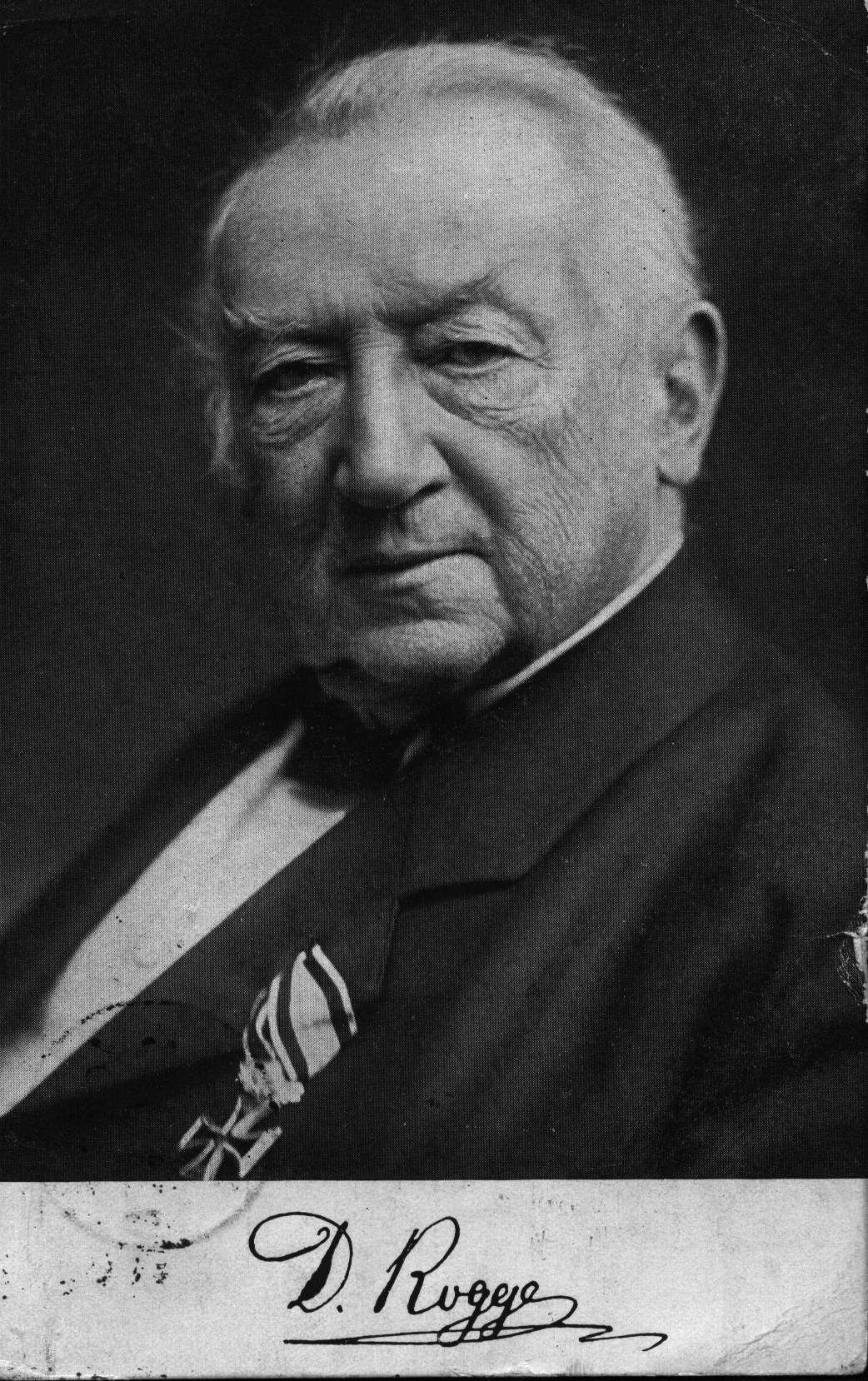
1911

 Bernhard Friedrich Wilhelm Rogge (* 22. Oktober 1831 in Groß Tinz; † 9. August 1919 in Scharbeutz) war ein deutscher evangelischer Theologe und Hofprediger.

## Leben
Bernhard Friedrich Wilhelm Rogge wurde 1831 in Groß Tinz im Kreis Liegnitz in Schlesien geboren. Rogge war der fünfte Sohn und das elfte Kind des Pfarrers Wilhelm Rogge (1790–1870) und seiner Frau Auguste geb. Wolfram (1799–1869). Der preußische Feldmarschall Albrecht von Roon war sein Schwager.
Nach anfänglichem Hausunterricht durch seinen Vater besuchte Rogge ab 1843 die Landesschule Pforta, die er 1850 mit dem Abitur abschloss. Mit dem Berufsziel Oberlehrer studierte er daraufhin in Halle Philosophie und Philologie. Aufgrund eines Duells in Halle wechselte Rogge 1851 nach Bonn, wo er auch das Theologiestudium aufnahm und dies 1854 abschloss. Von 1854 bis 1856 absolvierte Rogge sein Vikariat in Vallendar und wurde direkt im Anschluss zum Pfarrer der lutherischen Gemeinde Stolberg bei Aachen gewählt und dort noch im gleichen Jahr ordiniert. Die Pfarrerstochter Anna Thielen ehelichte er ebenfalls im Jahr 1856. Unterstützt durch seinen Schwiegervater, den Feldpropst Peter Thielen, wurde Rogge folgend zum Feldprediger der Koblenzer Garnison berufen.
Am 18. August 1862 ernannte ihn der spätere Kaiser Wilhelm I. zum Potsdamer Hof- und Gardekorps-Divisionsprediger. In dieser Funktion nahm Rogge für die I. Garde-Infanteriedivision an den Kämpfen des Jahres 1866 und dem Frankreichfeldzug 1870/1871 teil. Bei der Kaiserproklamation in Versailles am 18. Januar 1871 leitete er den Gottesdienst und hielt die Predigt. Als Rogge nicht die Nachfolge seines Schwiegervaters als Militärpropst antreten konnte, ließ er sich 1889 in den militärischen Ruhestand versetzen, um unmittelbar darauf zum zivilen Hof- und Garnisonsprediger ernannt zu werden.
1906 ging Rogge in den Ruhestand, wurde Ehrenbürger von Potsdam und verstarb 1919 in Scharbeutz bei Lübeck.
Die Publikationen Rogges entstanden meist zu Jahrestagen und Säkularfeiern und sind populärwissenschaftlich mit einer deutlichen Parteinahme für Preußen und seine Herrscher abgefasst.

## Familie
Rogge war verheiratet mit Anna, geborene Thielen (* 17. Oktober 1836 in Düsseldorf; † 24. März 1898 in Potsdam), deren Vater Peter Thielen als Militärseelsorger und Feldpropst wirkte. Das Ehepaar bekam den Sohn Friedrich Rogge, der später Landrat im Kreis Tondern wurde.

## Schriften
- Heinrich von Zütphen. Der Reformator Bremens, ein Märtyrer aus den Tagen der Reformation. In: Für die Feste und Freunde des Gustav-Adolf-Vereins. Klein, Barmen 1884
- Kaiserbüchlein 1797–1888. Zur Erinnerung an Deutschlands Heldenkaiser Wilhelm I. Velhagen & Klasing, Bielefeld und Leipzig 1888 Digitalisat
- Kaiser Wilhelm der Siegreiche. Sein Leben und seine Thaten für das Volk und die Jugend dargestellt. Velhagen & Klasing, Bielefeld und Leipzig 1889
- Das Buch von den preußischen Königen. Carl Meyer (Gustav Prior), Hannover 1891
- Theodor Körner, ein Sänger und ein Held. Zum hundertjährigen Gedächtnis seines Geburtstages dem deutschen Volke geschildert. Herrosé, Wittenberg, 1891
- Sedan-Büchlein. Gedenk- und Festgabe für das deutsche Volk. Zur Erinnerung an die fünfundzwanzigste Wiederkehr des Tages von Sedan 1870 - 2. September – 1895. Eduard Thiele, Dresden 1895
- Fürst Bismarck, der erste Reichskanzler Deutschlands. Ein Lebensbild zu dessen achtzigsten Geburtstag am 1. April. Carl Meyer, Hannover 1895
- Bei der Garde. Erlebnisse und Eindrücke aus dem Kriegsjahre 1870/71, Hannover 1895
- Aus sieben Jahrzehnten. Erinnerungen aus meinem Leben. 1. Band von 1831 bis 1862. Carl Meyer (Gustav Prior), Hannover, Berlin 1897. Band 2 Hannover, Berlin 1899
- Illustrierte Geschichte der Reformation in Deutschland. Volkstümlich dargestellt. Gustav Adolf, Dresden 1901
- Ein falsches und ein echtes Lutherbild. A. Strauch, Leipzig [1905] (= Festschriften für Gustav-Adolf-Vereine Nr. 43)
- Koenigin Luise. Zur hundertjaehrigen Wiederkehr ihres Todestages. Karl Seyffarth, Liegnitz 1910
- Friedrich der Große. Zur Erinnerung an die 200jährige Wiederkehr seines Geburtstages. Stiftungsverlag, Potsdam [1912]
- Kaiser Wilhelm II. Zum 25. Regierungsjubiläum. Köln [1913] (= Schaffsteins grüne Bändchen, Bdch. 35)
- Das Evangelium in der Verfolgung. Bilder aus den Zeiten der Gegenreformation. Wulfers, Köln 1913
- Lutherbüchlein für das deutsche Volk. Geibel, Altenburg 1917
- Bildersaal der christlichen Welt. Ein Kunst- und Geschichtswerk für das evangelische Haus. Union Deutsche Verlagsges., Stuttgart, Berlin, Leipzig [1908]